# Coupe de Belgique féminine de handball 2021-2022
Navigation
2020-2021 2022-2023
La Coupe de Belgique 2021-2022 est la 42e édition de la Coupe de Belgique féminine de handball, compétition à élimination directe mettant aux prises des clubs de handball amateurs et professionnels affiliés à l'Union royale belge de handball.

## Tours préliminaires

### 32ede finale
| Date                 | Club recevant                                | Score   | Club visiteur                     |
| -------------------- | -------------------------------------------- | ------- | --------------------------------- |
| 28 août 2021 à ??h?? | Liège Handball Club (D1 LFH - 3e niveau)     | ?? – ?? | Union beynoise (D2)               |
| 28 août 2021 à 18h00 | SHC Mont-sur-Marchienne (D1 LFH - 3e niveau) | 10 – 54 | HC Sprimont (D2)                  |
| 28 août 2021 à 19h00 | Handball Villers 59 (D1 LFH - 3e niveau)     | 13 – 29 | ROC Flémalle (D2)                 |
| 28 août 2021 à 20h00 | HC Malmedy (D1 LFH - 3e niveau)              | 8 – 42  | United Brussels HC (D2)           |
| 28 août 2021 à 20h00 | Entente du Centre CLH (D1 LFH - 3e niveau)   | 24 – 16 | Waterloo ASH (D1 LFH - 3e niveau) |

### 16ede finale
| Date                     | Club recevant                              | Score   | Club visiteur           |
| ------------------------ | ------------------------------------------ | ------- | ----------------------- |
| 3 septembre 2021 à 19h30 | ROC Flémalle (D2)                          | 17 – 39 | KTSV Eupen 1889 (D1)    |
| 4 septembre 2021 à 18h00 | Union beynoise (D2)                        | 31 – 23 | United Brussels HC (D2) |
| 5 septembre 2021 à 18h00 | Entente du Centre CLH (D1 LFH - 3e niveau) | 18 – 43 | HC Sprimont (D2)        |
| 5 septembre 2021 à 19h00 | Fémina Visé Handball (D1)                  | 39 – 16 | HC Eynatten-Raeren (D1) |

### 8ede finale
| Date                     | Club recevant                        | Score   | Club visiteur                |
| ------------------------ | ------------------------------------ | ------- | ---------------------------- |
| 11 novembre 2021         | BYE                                  | - – -   | KTSV Eupen 1889 (D1)         |
| 11 novembre 2021 à 14h50 | HC Atomix (D2)                       | 16 – 38 | HV Uilenspiegel Wilrijk (D1) |
| 11 novembre 2021 à 15h00 | Apolloon Kortrijk (Liga - 3e niveau) | 21 – 46 | HC Sprimont (D2)             |
| 11 novembre 2021 à 16h00 | Hestia Bilzen (Liga - 3e niveau)     | 22 – 20 | DHC Waasmunster (D1)         |
| 11 novembre 2021 à 16h00 | Union beynoise (D2) (D1)             | 30 – 38 | Hubo Handbal (D1)            |
| 11 novembre 2021 à 17h00 | HBC Izegem (Liga - 3e niveau)        | 26 – 24 | HC DB Gent (D1)              |
| 11 novembre 2021 à 19h30 | DHC Meeuwen (D2)                     | 18 – 50 | HB Saint-Trond (D1)          |
| 11 novembre 2021 à 19h30 | Fémina Visé Handball (D1)            | 41 – 20 | DHC Overpelt (D1)            |

### Quart de finale
| Date                     | Club recevant                    | Score   | Club visiteur                |
| ------------------------ | -------------------------------- | ------- | ---------------------------- |
| 21 décembre 2021 à 21h00 | HBC Izegem (Liga - 3e niveau)    | 19 – 26 | HC Sprimont (D2)             |
| 22 décembre 2021 à 19h30 | Hestia Bilzen (Liga - 3e niveau) | 19 – 43 | Fémina Visé Handball (D1)    |
| 16 janvier 2022 à 14h00  | KTSV Eupen 1889 (D1)             | 19 – 41 | HB Saint-Trond (D1)          |
| 3 février 2022 à 20h00   | Hubo Handbal (D1)                | 29 – 17 | HV Uilenspiegel Wilrijk (D1) |

### Demi-finale
| Date                    | Club recevant       | Score   | Club visiteur             |
| ----------------------- | ------------------- | ------- | ------------------------- |
| 17 février 2022 à 20h20 | HB Saint-Trond (D1) | 26 – 33 | Hubo Handbal (D1)         |
| 17 février 2022 à 20h45 | HC Sprimont (D2)    | 14 – 22 | Fémina Visé Handball (D1) |

### Finale
| Date                 | Club recevant     | Score   | Club visiteur             |
| -------------------- | ----------------- | ------- | ------------------------- |
| 9 avril 2022 à 17h00 | Hubo Handbal (D1) | 35 – 31 | Fémina Visé Handball (D1) |

| Vainqueur de la Coupe de Belgique 2021-2022 Hubo Handbal 13e victoire |